# Elidiptera longiceps
Elidiptera longiceps är en insektsart som först beskrevs av Fowler 1904.  Elidiptera longiceps ingår i släktet Elidiptera och familjen vedstritar.
Artens utbredningsområde är Panama. Inga underarter finns listade i Catalogue of Life.